# Bintulu
Bintulu es una ciudad costera de Malasia, capital del distrito homónimo en el estado de Sarawak en Malasia Oriental. Se encuentra a 650 km de Kuching y a 215 de Sibu y de Miri. Cuenta con una superficie de 7.220,4 km².
Es la cuarta ciudad del estado, después de Kuching, Miri y Sibu. En 2007 su población era de 209.800 habitantes.
Es un centro industrial nacional. La zona oriental del puerto alberga la planta de gas natural licuado de Petronas, la mayor del mundo con una producción de 23 millones de toneladas.
Se encuentra entre Kuching y Kota Kinabalu. Desde hace poco está consectada por autopista con el resto de los centros urbanos del país.

## Historia
Algunos hechos sobresalientes de su historia son su poblamiento, de hace más de 40.000 años, un temprano comercio con china, el dominio de Brunéi, la ocupación japonesa de 1941 a 1945, y la unión en 1963 de Sarawak a la Federación. 
Tras el descubrimiento en 1969 de grandes reservas de gas natural offshore se realizó un estudio de viabilidad en 1975, que encontró cerca de Tanjung Kidurong un lugar idóneo para el primer puerto de aguas profundas del estado.
A partir de 1978 se decidió oficialmente desarrollar su infraestructura lo mismo que coordinar su actividad industrial. 
Desde 1979 ha vivido un muy marcado desarrollo industrial, convirtiéndose en un centro regional.